# 갈릴레오 (드라마)
《갈릴레오》(일본어: ガリレオ)는 히가시노 게이고의 연작 추리소설 《갈릴레오 시리즈》를 원작으로 해, 후지 TV에 의해 제작된 일본의 실사 영상화 작품 시리즈이다. 주연은 후쿠야마 마사하루.
제1작이 된 연속 TV 드라마는 2007년 10월 15일부터 12월 17일까지 후지 TV 계열에서, 매주 월요일 21:00 ~ 21:54(JST, 통칭 〈게츠9〉 범위)에 전 10화로 방송되었다. 첫회와 최종회는 21:00 ~ 22:09의 15분 확대 방송. 2008년 10월 4일에는 텔레비전 드라마의 극장판으로 《용의자 X의 헌신》이 개봉된 것 외, 2013년 4월 15일부터 6월 24일까지 텔레비전 드라마의 제2시즌이 방송되었고, 6월 29일에 영화 제2탄 《한여름의 방정식》이 개봉되었다.

## 개요
제도 대학 이공학부 물리학과 준교수·유카와 마나부가 신인 여성 형사·우츠미 카오루의 의뢰를 받고, 명석한 두뇌로 사건의 한창인 때에 일어나는 초현실적 현상을 밝혀내 사건을 해결한다.
원작은, 히가시노 게이고의 소설로 갈릴레오 시리즈 중 단편소설집 제1작 《탐정 갈릴레오》와 제2작 《예지몽》. 당초는 원제 《탐정 갈릴레오》의 타이틀로 드라마화 될 예정이었다. 유카와 시리즈의 드라마화는 프로듀서 스즈키 요시히로가 착상에서 실현까지 4년이 걸린 기획이기도 하다.
또 후쿠야마는 스즈키 요시히로의 요망을 받고, 본작의 음악을 담당. 주제가도 공동 출연한 시바사키 코우를 프로듀스하고, 〈KOH+(코우플러스)〉로 유닛을 짠다.
캐치프레이즈는, 〈거짓말을 찔러 수수께끼를 푼다〉.
후지 TV로서는 처음인, 프로그램 공식 커뮤니티 사이트 〈갈릴레오 연구실〉도 공식 사이트내에 설치되어 있다.
제55회 《더 텔레비전 드라마 아카데미상》에서는 최우수 작품상·주연 남우상(후쿠야마)·조연 여우상(시바사키)·각본상·감독상·드라마 송상(〈KISS해줘(KOH＋)〉)의 6부문을 차지했다.
본작의 극장판으로 갈릴레오 시리즈 제3탄 《용의자 X의 헌신》이 영화화되어 2008년 10월 4일에 개봉, 그 개봉 당일에는, 유카와의 학생시절 등을 그리는 《갈릴레오Φ(에피소드 제로)》가 방송되었다. 2009년 12월 28일부터 《갈릴레오Φ》, 《용의자 X의 헌신》을 2밤 연속으로 방송.
2013년에는, 시바사키 코우에 대신하는 신 헤로인으로 요시타카 유리코를 맞이해, 4월부터 《갈릴레오의 고뇌》 《성녀의 구제》 《허상의 어릿광대 갈릴레오7》 《금단의 마술 갈릴레오8》을 원작으로 하는 연속 드라마 제2시즌이 방송되어, 6월 29일에 갈릴레오 시리즈 제6탄 《한여름의 방정식》이 극장판 제2작으로 개봉되었다.

## 시리즈
- 텔레비전 드라마
  - 연속 드라마 〈갈릴레오〉 (2007년 10월 15일 ~ 12월 17일, 전 10회)
  - 토요 프리미엄 〈갈릴레오Φ〉 (2008년 10월 4일)
  - 연속 드라마 제2시즌 〈갈릴레오〉 (2013년 4월 15일 ~ 6월 24일, 전 10회)
- 영화
  - 용의자 X의 헌신 (2008년 10월 4일 개봉)
  - 한여름의 방정식 (2013년 6월 29일 개봉)

## 등장인물

### 메인 캐스트
유카와 마나부 (36 - 42) - 후쿠야마 마사하루
본작의 주인공. 제도 대학 이공학부 물리학과 준교수이다. 제13연구실에 소속되어 있으며 두뇌가 매우 명석하다. 만능 스포츠맨이며 용모가 수려해 여학생들에게 매우 인기있다. 그래서 그 강의의 맨 앞줄은 여학생으로 가득차 있다. 그러나 그를 부르는 별명은 〈괴짜 갈릴레오〉이다.
〈모든 현상에는 이유가 있다〉라는 신념을 가지고 있어 과학적으로 가능성이 있는 현상을 부정하는 것을 매우 싫어하며 오컬트나 심리현상 등은 전혀 믿지 않는다. 하지만 의외로 오컬트나 심리현상에 관한 지식은 전문가 이상의 수준을 갖고 있다. 스쿼시나 암벽 오르기 등의 스포츠, 요리 등도 수학적이나 이론적으로 해석한다.
〈논리가 통하지 않는다〉라는 이유로 아이들을 매우 싫어한다. 아이와 대화하는 것도 싫어해 제2장에서는 두드러기까지 도진다.
자신에게 요청된 사건에 흥미를 나타내었을 때 말버릇은 〈실로 재미있군〉, 〈실로 흥미롭다〉 등이 있다. 또 미궁에 빠진 사건에 대해서 〈전혀 모르겠군〉라고 하면서 갑자기 웃기 시작한다. 갑자기 모든 수수께끼를 해결했을 때에는 머릿속을 정리하기 위해 분필이나 돌 등 눈앞에 있는 도구를 필기도구로 이용하면서 지면에서부터 진열장 등 장소를 가리지 않고 증명을 해결하기 위한 방정식을 기술한다. 이 식은 모두 현실에서 근을 요구할 수 있는 진짜 방정식이며, 그것들은 사건의 주제와 관련한 것이다.
〈비논리적이기 때문에 인간의 감정에는 흥미가 없다〉라고 단언한다. 그러나, 심리학에는 정통한 것으로 보이며 범인의 특징이나 목격자의 착각을 지적하는 장면에서 인간의 심리를 숙지하고 있는 것으로 봐 이 말에는 신빙성이 없다.
우츠미 카오루 (27 - 33) - 시바사키 코우 (제1시즌·제2시즌 제1화)
본작의 헤로인. 카이즈카 북부 경찰서의 신인 여성 형사이다. 교통과에 근무할 때 치한 65명을 체포한 경력이 있으며, 쿠사나기 형사를 동경해 수사과에 전속했다. 쿠사나기 형사의 소개로 유카와 준교수에게 수사 협력을 요청하게 된다. 이론이나 도리보다 〈형사의 감〉이라고 하면서 감정으로 움직인다. 그리고 유카와 준교수의 멋에 넋놓고 계속 쳐다보는 경우도 많다.
유카와 준교수의 협력을 얻기 위해 사건을 유카와 준교수가 부정하는 오컬트나 심령 현상에 비유하거나, 서양 형사 드라마로부터 인용해 만들어낸 이야기로 동정을 사기도 한다(제1장). 매번 유카와 준교수에게 협력을 요청하지만 제3장에는 유카와 준교수가, 제7장 때는 쿠리바야시로부터 수사를 의뢰받기도 한다.
사건해결을 위해서 매번 유카와 준교수의 실험실을 방문하기 때문에 학생들 사이에서는 〈유카와 준교수와 연애 관계에 있다〉라고 알려져 있다(물론, 본인은 부인한다.)
나이보다 어려보여 제도 대학 학생들에게 헌팅을 당하기도 하고, 제6편에서는 소꿉친구의 어머니에게서 〈얼굴이 변하지 않았구나〉라는 말을 듣기도 한다(유카와 준교수로부터 〈그 얼굴로 가방을..〉이라는 비아냥을 듣는다.).
감정적이며, 비논리적이라는 이유로 유카와 준교수로부터 항상 야유받는다. 그러나 제6편에서는 유카와 준교수가 〈있을 수 있는 이름〉과 〈있을 수 없는 이름〉이라고 분류할 때 우츠미 형사는 〈자, 그럼 ‘차바시라 타츠코’는요?〉라고 묻자 유카와 준교수는 〈그런 장난같은 인간이 어디 있는가〉라고 말한다. 그러나 〈유감이네요. 저희 숙모 이름이에요〉라고 말을 하며 통쾌해 한다. 반대로 유카와 준교수는 풀이 죽는다.
키시타니 미사 (25) - 요시타카 유리코 (제2시즌)
제도 대학 법학부 졸업. 경부보. 입청 2년째에 경부보에 올라온 엘리트 형사.

### 카이즈카 북부 경찰서
쿠사나기 슌페이 (36 - 42) - 키타무라 카즈키 (제1시즌·제2시즌 제1화)
카이즈카 북부 경찰서에서 근무하고 있다가 본청(경시청)으로 전근을 가게 되는 형사. 유카와 준교수의 협력으로 여러 난제를 해결해 경찰 내부에서는 〈미스터리 헌터〉라고 불리며 존경받고 있다. 여자들에게 인기가 많다. 원작 《탐정 갈릴레오》의 에피소드에는 자주 출연하나, 원작 《예지몽》의 에피소드에는 출연하지 않는다.
유게 시로 (31) - 시나가와 히로시 (제1시즌)
쿠사나기 슌페이 형사의 후배로, 우츠미 형사의 선배이다. 원작에서는 감이 좋은 형사이지만 드라마에서는 꽤 서툰 형사이다. 우츠미 형사를 별로 신용하고 있지 않다.
죠노우치 사쿠라코 (38) - 마야 미키 (제1시즌)
미인 부검의이다. 유카와 준교수가 쿠사나기 형사의 수사에 협력하고 있는 것을 알고 있다. 제4장 때 유카와와 만나게 되는데, 유카와 준교수를 매우 좋아하게 된다. 제9회 때는 이과 이야기가 서로 통해 〈이렇게 이야기가 맞는 남자는 처음이야〉라고 말하며 유카와를 매우 마음에 들어한다. 시체 검시를 하고 있을 때 대개 과자들을 먹는다.
카키사카 치즈루 - 야마사키 마미/ 아오야기 토우코 - 미우라 마유 / 카도마츠 마키 - 코바야시 키나코 (제1시즌)
카이즈카 북부 경찰서 정보 관리과의 순경. 본작의 스핀오프 드라마 《융겔》에도 레귤러로서 등장한다.
오타가와 미노루 (30) - 사와베 유우 (제2시즌)

아이작 (32) - 야스하라 마릭 하야토 (제2시즌)
도쿄 도 감찰 의무원 감찰의.

### 제도 대학 이공학부
쿠리바야시 히로미 (45 - 51) - 와타나베 잇케이
제도 대학 유카와 준교수의 조수이다. 유카와 준교수가 경찰의 범죄 수사에 협력하는 것을 별로 좋아하지 않는다. 유카와가 대학에 들어가기 20년 전부터 조수를 하고 있다. 제4회때 유카와가 〈교수로 승진은 어려울걸〉이라고 말하자 급격하게 우울해진다. 우츠미 형사가 연구실에 들어오면 혐오감을 드러내면서 수업을 계속하려고 하지만, 결국 우츠미 형사에게 눌리며 경찰 수사에 협조하게 된다.

### 유카와 세미나의 학생들 (제1시즌)
물리학과 제13연구실. 유카와의 지도를 받고 있는 학생들. 우츠미로부터의 의뢰로 기괴한 현상을 해명하려고 하는 유카와의 실험이나 조사를 돕는 것이 많다.
무라세 켄스케 - 하야시 츠요시
4학년. 제3장에 등장하는 칸자키 야요이의 남동생.
코부치자와 타카시 - 후쿠이 히로아키
유카와 세미나 유일한 대학원생. 스핀오프 드라마 《융겔》에도 등장한다.
모리 에이타 - 이토 타카히로
3학년. 공식 커뮤니티 사이트 〈갈릴레오 연구실〉내의 코너 〈갈릴레오 실험 교실〉의 네비게이터이다.
와타나베 미유키 - 타카야마 미야코
4학년. 공식 커뮤니티 사이트 〈갈릴레오 연구실〉내의 코너 〈갈릴레오 실험 교실〉의 네비게이터이다.
타니구치 사에코 - 아오이
3학년.

### 유카와 세미나의 학생들 (제2시즌)
오리카와 케이 (23) - 이마이 타카후미

우노하라 타츠야 (22) - 타모토 소란

타쿠보 소이치로 (22) - 오노즈카 하야토

토노 미사키 (22) - 아이자와 리나

우에스기 모에코 (21) - 요시쿠라 아오이

## 각 화 줄거리 (제1시즌)

### 제1장 〈불타다〉
야심한 밤에 공원에서 불꽃놀이 등의 장난을 치고 있던 비행청소년들 중 한명이 갑자기 머리에서 화재가 발생해 죽음에 이르게 된다. 사건을 담당하게 된 우츠미 카오루 형사는 쿠사나기 형사의 조언을 통해 제도 대학 이공학부 물리학과의 준교수인 유카와에게 도움을 청해 인체 발화의 원인 해명을 의뢰하게 된다. 그러나, 유카와 마나부 준교수는 〈괴짜 갈릴레오〉라고 불릴 정도로의 괴짜였다.
카나모리 타츠오 (42) - 카라사와 토시아키
사건이 있던 장소의 근처에 있는 기계 공장에 근무하는 기술자. 직장에서 가까운 아파트에 혼자 살아, 매일 저녁 소설 낭독의 테이프 녹음의 자원봉사를 하고 있다. 초조하면, 격렬하게 다리를 움직이는 버릇이 있다.
토키타 에이사쿠 - 코바야시 스스무
카나모리가 근무하는 기계 공장의 사장.
오가와 마나 - 키타무라 산고
사건이 있던 장소에서 무엇인가를 찾는 듯이 하늘을 올려다 보고 있던 소녀.
야마시타 료스케 (19) - 스즈노스케
머리 부분 발화 사건의 피해자. 동료와 함께 공원에서 소란을 피워 폐를 끼치고 있었다.

### 제2장 〈이탈하다〉
살인 사건의 용의자로 보험 설계사가 체포된다. 사건 당일의 알리바이를 주장하는 보험 설계사였지만, 입증할 인물이 없어 경찰의 추궁을 받게 된다. 그런데, 어느 소년이 보험 설계사가 주장하는 알리바이대로 그를 목격했다고 증언한다. 그러나 소년의 방과 보험 설계사가 알리바이를 주장하는 곳 사이에는 큰 공장이 있어, 직접 보는 것은 불가능했다. 경찰이 소년의 증언을 무시하고 있는 중에, 매스컴이 유체 이탈 현상이라고 떠들기 시작한다.
우에무라 히로시 - 코이치 만타로
프리 라이터. 경제적으로도 일적으로도 불우해, 아들의 체험을 유체 이탈로 적극적으로 매스컴에 팔기 시작한다.
우에무라 타다히로 (8) - 이마이 유우키
우에무라 히로시의 아들. 초등학생.
타케다 사치에 - 아부카와 미호코
우에무라 부자와 사이가 좋은 불고기점을 영위하는 여성.
쿠리타 노부히코 - 이시이 마사노리
사건 당일에 피해자 집을 방문할 예정이었던 보험 외교원.
공장장 - 에비스 요시카즈
우에무라 히로시가 빌리고 있는 아파트의 근처에 있는 유리 공장의 책임자. 그의 증언은, 우에무라 타다히로의 체험이 유체 이탈이라고 하는 증명이 되었다.

### 제3장 〈소란스럽다〉
야근을 마친후 유카와 준교수에게 불려간 우츠미 형사는 유카와 준교수의 청강생의 누나인 킨자키 야요이로부터 행방불명인 남편의 수색을 의뢰받는다. 킨자키 야요이와 우츠미 형사는 남편이 평소 자주 방문했던 독거 노인 댁인 타카노 히데의 집이 마지막에 방문한 장소라고 단정한다. 남편이 행방불명된 날에 즈음해서 타계한 타카노 히데를 대신해 그 집에 살고 있던 조카 부부와 의심스러운 남녀가 남편에 실종에 관계하고 있다고 추정한다. 그런데, 유카와 마나부 준교수와 우츠미 카오루 형사는 그 집이 흔들리게 되는 폴터가이스트현상을 경험하게 된다.
칸자키 야요이 - 히로스에 료코
유카와 세미나의 무라세의 누나. 기가 센 성격. 세이카 여자 대학 출신의 아가씨로, 남편과의 결혼도 주위의 반대를 무릅쓴 것이었다.
타카노 마사아키 - 코모토 마사히로 / 타카노 리에 - 데구치 유미코
야요이의 남편이 마지막에 방문했다고 생각되는 타카노 히데의 조카 부부. 고액의 빚을 안고 있다.
콘도 타케시 - 소네 유타 / 야마다 하루미 - 나라자키 마도카
타카노가에 동거하고 있는 의심스러운 남녀.
칸자키 나오키 - 와타나베 히로키
개호 용품 메이커에 근무하는 야요이의 남편. 상냥한 성격으로 노인들이 좋아한다. 영업 도중에 행방불명이 된다.
타카노 히데 - 모리 코코
칸자키 나오키 실종의 날에 심근경색으로 죽은 노파. 나오키와도 친밀했다.

### 제4장 〈괴사하다〉
집 수영장에서 사망해 있는 여성이 발견되었다. 사인은 심장 마비였지만 가슴에 거무스름한 반점이 있었다. 그 부분의 피부는 괴사했다. 이 반점에 의문을 가진 우츠미 형사는 유카와 준교수에게 협력을 요구하지만 〈그건 물리학의 범주가 아니야〉라고 말하며 일축해 버린다. 곤란하게 된 우츠미 형사는 증언을 찾지만 계속 허탕만 치게 된다. 그런데, 요츠야 공과대학의 타가미 쇼이치라고 하는 남자와 만나게 되어 이 부분에 대한 질문을 하게 되며 친분이 깊어지게 된다. 한편 유카와 준교수는 우츠미 형사의 의뢰를 거절했지만 계속 반점이 마음에 걸리면서 수수께끼에 도전하게 된다.
타가미 쇼이치 - 카토리 싱고 (SMAP)
유카와가 물리학회의 강연을 실시한, 요츠야 공과대학의 대학원생(이공학 연구과 응용 물리학 연구실 박사 과정 2년).
시노자키 레이코 - 아오이 소라
자택 실내 수영장에서, 익사한 여대생.

### 제5장 〈교살하다〉
호텔의 룸에서 피부가 벗겨질 때까지 목이 졸려서 살해된 시체가 발견된다. 호텔의 룸은 완벽한 밀실 상태. 경찰은 피해자에게 많은 보험금이 있어 아내에게 의혹을 묻지만 아내에게는 완벽한 알리바이가 있었다. 그런데 범행 추정 시간에 호텔의 룸에서 푸르스름한 불 구슬이 목격되었다. 경찰은 무시했지만, 유카와 준교수와 우츠미 형사는 이를 단서로 잡는다.
야지마 아키호 - 오고 스즈카
호텔내에서 죽은 피해자의 딸로, 천식을 앓고 있다.
야지마 타카코 - 미즈노 미키
호텔에서 교살된 야지마 타다아키의 아내.
하세베 - 유게 토모히사
제도 대학의 학생으로, 양궁의 인기 선수.
야지마 타다아키 (39) - 오카모토 코타로
밀실 상태의 방에서 목이 졸려 살해된 피해자. 딸의 천식 치료 때문에 공기가 좋은 지방으로 이주해, 펜션과 유리 공방을 경영.
회사원 - 리쥬 고
호텔 정면의 회사에 근무하고 있어, 사건 시간에 불 구슬을 목격했다.

### 제6장 〈꿈꾸다〉
여고생의 침실에 남자가 침입하게 된다. 그러나 마침 발견하게 된 어머니에 의해 부상당하며 남자는 도주하게 된다. 용의자는 사카키 하치로, 우츠미 형사의 소꿉 친구였다. 수사에서 제외된 우츠미는 유카와 준교수의 협력을 얻으면서 독자적으로 수사를 시작한다. 사카키 하치로는 우츠미 형사에게 전화를 걸어 자신이 침입한 집의 창문은 어릴 때부터 꿈꿨던 창문이었으며 또한 예언(사카키 하치로는 점을 보는 일을 하고 있었다.)이 그 집의 창문을 통해 들어오라 했다고 한다. 수사를 진행하면서 유카와와 우츠미는 사카키의 예언에 의문점을 가지게 된다.
모리사키 레미 (17) - 호리키타 마키
쿄카 여자 학원 고등부 학생 (2학년).
모리사키 유미코 - 테즈카 사토미
레미의 모친.
레미의 부친 - 와카즈키 코지
모리사키 레미의 부친.
사카키 하치로 - 아라이 히로후미
우츠미의 소꿉 친구로 점쟁이.
사카키 카나코 - 오오시마 요코
하치로의 모친.
키타노 소헤이 - 누마자키 유우
우츠미와 사카키의 초등학교 시절, 부근에 살고 있던 화가. 우츠미와 사카키가 자주 그의 집에 놀러갔었다. 그러나, 우츠미가 이사한 후에 사고사한 것으로 추정된다.

### 제7장 〈예지하다〉
쿠리바야시의 친구인 스가와라의 불륜 상대가, 스가와라의 정면의 맨션에서 목을 매 자살한다. 그리고 반년 후, 아내와는 이혼당해 고액의 위자료를 지불한 스가와라로부터, 사건의 일주일 전에도 같은 자살 장면을 보았다고 들은 쿠리바야시는, 유카와와 우츠미에게 상담을 요청한다. 유카와는, 예지같은 사건에 흥미를 가져, 해명에 나선다.
스가와라 스즈코 (25) - 후카다 쿄코
미치루의 전 아내로, 표면상으로는 청초 가련한 미녀. 남편의 바람기를 원인으로 이혼해, 고액의 위자료와 고급 맨션을 손에 넣었다.
스가와라 미치루 (41) - 츠카지 무가
〈스가와라 햄〉의 사장으로, 쿠리바야시의 친구. 자기 방의 창으로부터 애인의 자살을 목격, 미네무라에게 부탁해 그 자리를 손질, 후에 불륜이 발각되어 이혼. 철도 매니아.
미네무라 에이와 (36) - 사토 시게유키(현·토츠기 시게유키)
미치루의 친구. 로봇 관련 회사 〈HuRoBot〉의 사원. 미치루의 방에 있었을 때에 후유미의 자살을 목격, 미치루를 대신해 후유미의 방에 급히 가 사체를 확인했다. 미츠루에게 스즈코를 소개시킨 것도 그였다.
세토 후유미 (28) - 사쿠라이 치즈
미치루의 애인. 반년 전에, 미치루에게 전화하며, 자기 방에서 목을 매 자살했다.
관리인 - 덴덴
세토 후유미가 사는 맨션의 관리인.

### 제8장 〈유령을 보다〉
요리 교실의 경영자·마에다 미스즈가 남자에게 200곳 이상을 찔린 시체로 발견되었다. 용의자로 여겨진 남자는 몸을 피하다가 빌딩에서 추락해 사망한다. 피해자가 몇 개월 전부터 스토커를 당하고 있다고 했기 때문에 경찰은 스토커 살인이라고 추정하지만, 사건 현장으로부터 30km 떨어진 피해자의 자택에 있던 여동생·치아키는 범행 시간에 언니의 모습을 봤다고 증언했다. 치아키의 증언이 신경이 쓰인 우츠미 형사는, 영시나 순간이동같은 불가사의한 현상에 대해 유카와 준교수에게 상담을 요청한다. 흥미를 나타내며 수사에 나서게 되는 유카와 준교수. 그러나 30km나 떨어진 장소에서 동시간에 존재할 수 있는 방법에는 답이 막혀버린다.
마에다 치아키 - 샤쿠 유미코
피해자의 여동생. 스토커에 고민하는 언니를 걱정해, 종종 그녀의 자택에 묵으러 방문하고 있었다.
마에다 미스즈 (35) - 히키타 히로코
사건의 피해자. 요리 교실 경영에, 요리 연구가로서 요리 책도 집필하고 있었다. 감찰의 죠노우치 사쿠라코의 친구였다.
코스기 코이치 (32) - 토비타 아츠시
마에다 미스즈 살해 사건의 용의자.
카나자와 요리코 - 타쿠마 세이코
요리 교실의 공동 경영자.
경비원 - 타구치 카즈마사
요리 교실에서 살해당한 미스즈를 발견했다.

### 제9장·최종장 〈폭발하다〉
어느 중학교의 문화제에 방범 강습으로 방문한 우츠미와 유카와는, 〈좀비의 데스 마스크〉라고 이름 붙여진 전시품을 본다. 정교하게 만들어진 이 전시품은, 학생이 연못에서 주운 알루미늄판을 바탕으로 만든 것이었지만, 행방 불명 중인 후지카와 유이치를 꼭 닮았다. 후일, 그 연못에서 후지카와의 사체가 발견된다. 마치 사체로부터 전사해 만들어진 것 같은 정교한 안형의 수수께끼를 쫓는 유카와와 우츠미는, 죠노우치로부터 후지카와가 방사선 방사능 노출을 받고 있던 것을 알게 된다.
한층 더 토치기 현 경으로부터 호수에서 일어난 원인 불명의 폭파 사건의 수사 협력을 받은 본청의 쿠사나기로부터도, 사건의 피해자가 방사선 방사능 노출을 받고 있던 것을 알게 된다. 이 피해자가 후지카와와 같은 회사에 근무하고 있던 것으로부터, 사건의 배후에 한때 은사였던 키지마 세이시로의 존재를 느낀 유카와는 키지마와의 정면 대결에 도전한다.
키지마 세이시로 - 쿠메 히로시
제도 대학 원자력 공학과(현·에너지 공학과) 전 교수.
호즈미 쿄코 - 혼죠 마나미
키지마의 비서.
후지카와 유이치 (33) - 사카모토 마코토
제도대학 원자력 공학과(현·에너지 공학과) 졸업생.
후지카와 노부에 - 이즈미 아키코
후지카와 유이치의 모친.
우메자토 나오히코 (42) - 마스 타케시
호수 폭파 사건의 피해자.
야마노베 아키라 - 이마니시 히로토
오오타 구립 카이즈카 제2중학교 학생, 미술부원. 〈좀비의 데스 마스크〉의 작자.

## 특별편 《갈릴레오Φ》
영화 《용의자 X의 헌신》의 개봉일(2008년 10월 4일)에 《갈릴레오Φ(에피소드 제로)》가 토요 프리미엄으로 방송되었다.
“갈릴레오 시리즈”의 단편소설집 《갈릴레오의 고뇌》(방송 당시 미발매) 수록의 〈낙하하다〉 〈조종하다〉를 원작으로, 연속 드라마로부터 3년전, 유카와가 쿠사나기의 의뢰에 의하고 처음으로 경찰에의 수사 협력을 하는 사건이 그려진다. 쿠사나기의 과거 회상으로 〈낙하하다〉를 사용해, 대략의 내용은 〈조종하다〉를 사용한 스토리가 되고 있다.
학생시절의 유카와와 이시가미의 회화나, 종반에서의 원인 불명의 사건이 영화의 첫 장면에 등장한다고 하는 영화와 링크하는 장면이 있다. 드라마 본방송 종료 후에, KOH+의 〈최고의 사랑〉의 라이브 영상이 방송되었다(라이브 영상은, 2008년 9월 25일에 후지 TV 음방 수록. 프로듀서:키쿠치 신, 디렉터:이타야 에이지).
덧붙여 DVD화되었을 때, 〈KISS해줘〉가 흐른 후의 장면 및, KOH+ 〈최고의 사랑〉의 라이브 영상이 컷 되고 있다.

### 제0장 〈조종하다〉
바닷가 근처의 토모나가가(家)의 별채가 갑자기 불타오른다. 그리고 불이 난 그곳에서 살고 있던 아들 쿠니히로가 시체로 발견된다. 초기에는 화재로 인한 사망으로 보였지만 이후 검에 찔려 죽은 것으로 판명된다. 하지만 별채에는 아무도 침입한 흔적이 없어 수사를 맡은 쿠사나기는 전문가에게 의견을 묻기 위해 자신의 모교 테이토 대학을 찾아간다.
돌아가던 중, 대학 게시판에서 학창시절 동기와 같은 이름인 조교수(유카와 마나부)의 이름을 발견하고서 쿠사나기는 유카와의 연구실로 발길을 옮긴다. 쿠사나기는 대학시절에 살인용의자로 지목되어 궁지에 몰렸을 때 유카와의 도움으로 풀려난 경험이 있어, 다시 만난 유카와에게 수사협력을 의뢰한다. 쿠사나기로부터 들은 사건에 전혀 흥미를 보이지 않던 유카와였지만 '현장 근처 해변가에는 수영복 차림의 여성들이 있다'라는 쿠사나기의 꼬임에 조수인 쿠리바야시를 데리고 현장으로 향하게 된다.

### 등장인물
유카와 마나부 (33) - 후쿠야마 마사하루 (대학생 시절:미우라 하루마)
제도 대학 이공학부 물리학과 조교수.
쿠사나기 슌페이 (33) - 키타무라 카즈키 (대학생 시절:사노 카즈마)
카이즈카 북부 경찰서 형사로, 유카와의 친구.
시오노야 아카리 (22) - 나가사와 마사미
유카와 세미나의 학생.
코부치자와 타카시 (21) - 후쿠이 히로아키

히라하라 요코 (19) - 코마츠 아야카
유카와 세미나의 학생들.
신도 나미에 (27) - 카리나 (특별 출연)
유키마사의 후처의 딸.
콘노 소스케 (30) - 하세가와 토모하루
나미에의 약혼자.
토모나가 쿠니히로 (31) - 나미오카 카즈키
유키마사의 아들로, 사건의 피해자. 유키마사와 전처 사이에서 태어났다.
무라타 교수 - 무라마츠 토시후미
제도 대학 교수 겸 범죄 심리학자.
토코로자와 사부로 - 벤가루
사건 당시에 현장 부근에서 낚시를 하고 있던 목격자.
쿠리바야시 히로미 (42) - 와타나베 잇케이
제도 대학의 유카와의 조수. 유카와가 학생이었던 때도 조수를 맡고 있었다.
유게 시로 (28) - 시나가와 히로시
카이즈카 북부 경찰서 형사. 3년전에는 쿠사나기와 콤비를 짜고 있었다.
죠노우치 사쿠라코 (35) - 마야 미키
감찰의.
토모나가 유키마사 (63) - 카니에 케이조
금속 가공 전문 기업 〈토모나가 스틸〉의 전 사장. 현재는 뇌경색의 후유증에 의해, 휠체어 생활 중이다.

## 각 화 줄거리 (제2시즌)

### 제1장 〈현혹하다〉
종교 법인 쿠아이 모임의 교조·렌자키가 신자에게 손가락을 하나도 잡지 않고 생각을 보내, 카마타의 잡거 빌딩으로부터 전락사시키는 사건을 일으켰다. 우츠미는, 쿠사나기 슌페이에게 들은대로, 키시타니 미사를 유카와에게 소개한다. 우츠미는 미국으로 이동되기 때문이라고 한다. 렌자키의 송념이라고 불리는 행위를 우츠미와 키시타니로부터 알게 된 유카와는 사건의 배경 등에는 일절 흥미를 나타내지 않고, 키시타니와 함께 쿠아이 모임을 수사한다.
렌자키 시코우 / 이시모토 카즈오 (44) - 오오사와 타카오
종교 법인 쿠아이 모임의 교조. 기공을 기본으로, 쿠아이 모임을 창설한다.
이시모토 사요코 - 오쿠누키 카오루
렌자키의 아내. 쿠아이 마을 부근에 있는 지하실에서 마이크로파의 전원 장치를 조종하고 있었다.
마지마 - 카지하라 젠
쿠아이 모임의 최고 간부. 렌자키의 제1제자.
모리야 하지메 - 이토 타카시
쿠아이 모임의 최고 간부.
나카가미 마사카즈 - 시라쿠라 유지
쿠아이 모임의 경리 담당. 렌자키에게 자금의 부정 유용에 대해 추궁 당해, 손가락 하나 잡히지 않고 렌자키의 생각의 힘으로 전락사 당한다.
사토야마 나미 - 니시하라 아키
〈주간 트라이〉의 여성 기자. 쿠아이 모임을 취재하러 왔을 때에, 전락사 사건에 직면한다.
키리가야 - 토다 마사히로
수호의 광명 간부.

### 제2장 〈가리키다〉
마나세 카나코 (17) - 카와구치 하루나
인생의 갈림길에서, 어느 쪽인지 한 쪽을 선택해야 하는 때에, 진자의 힘을 빌리고, 다우징으로 중요한 여러 일들을 결정해 왔다.
카도마츠 노부히로 - 노조에 요시히로
수제 빵 가게 〈카도마츠 빵〉의 점주.
노히라 미츠코 (72) - 이치카와 치에코
자택에서 강도에게 습격당해 사망, 불단 안쪽에 숨겨놓은 돈 막대기를 도둑맞는다.
유카 - 타무라 마이나
카나코의 친구.
호리베 코스케 - 오쿠무라 슈토
카나자가 중학생 시절부터 동경하고 있던 선배.
이자와 리사 - 오오쿠보 사토미
코스케의 여자친구.

### 제3장 〈들리다〉
와키사카 무츠미 - 오오시마 유코 (AKB48)
데이터 복구 회사·펜막스 영업부 사원.
코나카 유키히데 - 마츠오 사토루
펜막스 시스템 엔지니어.
하야미 타츠오 - 오미야 타로
펜막스 사장.
카야마 유키히로 - 미야모토 타이세이
펜막스 영업부 책임자.
시로이 사에코 - 히즈키 하나
펜막스 영업부 사원. 키시타니의 제도 대학 시절 선배.
유카리 - 하라다 카나 / 사토 사토코 - 마츠오카 리나코
키시다니의 제도 대학 시절 동급생.

### 제4장 〈구부러지다〉
야나기사와 타다마사 - 타나베 세이치
쇼난 아스리즈 소속의 전 프로야구 투수. 작년, 구단으로부터 전력외통고를 받는다.
야나기사와 타에코 - 나카다 아키
타다마사의 아내.
무네타 유스케 - 후루타 아츠야
야나기사와의 피칭 파트너.
얀 - 타쿠보 잇세이
타이완 요리·타이베이 풍정 오너.
니노미야 - 오오하시 토모카즈
도쿄 소방청 소방사.
엔도 히로미 - 타나카 코나츠
신요코하마 그레이스 호텔 라운지 웨이트리스.
시무라 타카히코 - 아츠시
타이요 호텔 리넨 서플라이 드라이버.

### 제5장 〈보내다〉
이소야 와카나 - 키리타니 미레이
쌍둥이 언니.
미카미 하루나 - 키리타니 미레이
쌍둥이 동생.
이소야 카즈히로 - 키라타니 켄타
와카나의 남편.
야마시타 신이치 - 시미즈 유타카
카즈히로의 부하.
고토 츠요시 - 시부카와 키요히코
전화 사기나 조직 범죄 주범격.
와다 미치코 - 츠네요시 리에
이케노 기념 종합 병원 간호사.

### 제6장 〈잠그다〉
노기 유코 (40) - 나츠카와 유이
NTC 제작소 주임 연구원.
시노다 마키 (33) - 유이 료코
NTC 제작소 연구원. UCLA 출신.
후지무라 신이치 - 오카야마 하지메
펜션 주인.
시오미 아이 - 시라토리 쿠미코 / 세키 카나코 - 카와무라 에미코
유코가 기획한 산행의 행사에 참가한 OL. 키시타니도 이 이벤트에 참가했다.

### 제7장 〈위장하다〉
코지마 유이 (22) - 카시이 유우
타케히코·미사키의 소꿉 친구.
고다 타케히코 (22) - 와타나베 고타
유이·미사키의 소꿉 친구. 카미츠가 경찰서 지역과 순경.
코지마 타이치 - 나카마루 신쇼 / 코지마 사토시코 - 미야타 사나에
유이의 부모님.

### 제8장 〈연기하다〉
칸바루 아츠코 - 아오이 유우
극단 〈콘 카로로사멘티〉의 간판 여배우.
코마다 료스케 (35) - 마루야마 토모미
극단 〈콘 카로로사멘티〉의 대표·연출가.
아베 유미코 - 사토 히토미
극단 〈콘 카로로사멘티〉의 의상계.
단다 단지로 - 가츠 이시마츠
단다 연화점 대표.

### 제9장 〈어지럽히다〉
타카토 에이지 (47) - 나마세 카츠히사
컬쳐 스쿨 물리학 강사. 쿠리바야시의 친구.
우에다 시게유키 - 오카모토 마사히토
악마의 손이 살해한 1번째 희생자. 유리 창문 청소원.
이시즈카 세이지 (25) - 이시카와 켄지
악마의 손이 살해한 2번째 희생자.
카토 유미 - 우츠이 카오리
간호사. 타카토의 동거 상대.

### 최종장 〈성녀의 구제〉 전편·후편
마시바 아야네 - 아마미 유키
요시유키의 아내. 구 성:미타. 유아 교육 〈해바라기회〉 대표.
마시바 요시유키 (43) - 호리베 케이스케
아야네의 남편. 엠 시스템즈 경영자.
와카야마 하루미 - 야마구치 사야카
유아 교육 〈해바라기회〉 주임 교사.
카토 - 오토오 타쿠마
엠 시스템즈 직원.
연아 - 구하라 (KARA) (전편)
엠 시스템즈 직원.
츠쿠이 준코 - 아이자와 나오미 (전편)
일러스트레이터.
타자와 노리코 - 미츠우라 야스코 (후편)
종교 단체·모미노키회 신자.
코바야시 아즈사 - 무라오카 노조미 (후편)
코바야시 산부인과 의사.

## 갈릴레오XX 우츠미 카오루 마지막 사건 가지고 놀다
2013년 6월 22일에 토요 프리미엄으로 방송된 《갈릴레오》 스핀 오프 드라마. 본작의 주인공은 시바사키 코우가 연기하는 우츠미 카오루. 또 원작에는 없는 오리지널 스토리로 우츠미 카오루의 오클라호마주 연수의 전일담부터 이야기가 진행된다.

### 등장인물
메인 캐스트
우츠미 카오루 (33) - 시바사키 코우
경시청 카이즈카 북부 경찰서 형사과 강력범 담당 형사.
죠넨 켄이치 (39) - 유스케 산타마리아
간호 파견 센터·태양 소속의 간호사.
토마 켄토 - 야기라 유야
나가노 현 경찰 미사카 경찰서 형사과 강력범 담당 경사.
나가노 현 경찰 미사카 경찰서
세키오카 이쿠오 - 이부 마사토
형사과 강력범 담당 형사.
타카사키 요리코 - 요 키미코
서장.
경시청 카이즈카 북부 경찰서
오오타가와 미노루 (30) - 사와베 유우
형사과 강력범 담당 형사.
미시타니 미사 (25) - 요시타카 유리코
형사과 강력범 담당의 신인 형사. 경부보.
마미야 마사아키 - 모로 모로오카
형사과 과장. 경감.
경시청 형사부
쿠사나기 슌페이 (42) - 키타무라 카즈키
수사 제1과 형사.
유게 시로 - 시나가와 히로시
수사 제1과 형사.
타타라 - 나가시마 토시유키
수사 제1과 관리관.
사건 관계자
이와미 치카코 - 오오지 메구미
류지·후미의 딸.
이와미 후미 - 이케다 미치에
치카코의 모친.
이와미 류지 - 칸자키 코이치로
치카코의 부친.
고모토 유키오 - 타키토 켄이치
시나노 신보 사회부 기자.
호리구치 - 우메자와 마사요
간호 파견 센터·태양 소장.
타키마 미츠유키 - 콘도 코엔
변호사.
그 외
아이작 (32) - 야스하라 매릭 하야토
도쿄 도 감찰 의무원 감찰의.
제도 대학
유카와 마나부 (42) - 후쿠야마 마사하루
제도 대학 이공 학부 물리 학과 준교수. 제13연구실 소속.
쿠리바야시 히로미 (51) - 와타나베 잇케이
유카와 마나부의 조수.
오리카와 케이 (23) - 이마이 타카후미
제도 대학 이공 학부 물리학과 제13연구실의 세미나 학생. 유카와의 제자.
우노하라 타츠야 (22) - 타모토 소란
제도 대학 이공 학부 물리학과 제13연구실의 세미나 학생. 유카와의 제자.
타쿠보 소이치로 (22) - 오노즈카 하야토
제도 대학 이공 학부 물리학과 제13연구실의 세미나 학생. 유카와의 제자.
토오노 미사키 (22) - 아이자와 리나
제도 대학 이공 학부 물리학과 제13연구실의 세미나 학생. 유카와의 제자.

## 스태프

### 제1시즌/갈릴레오Φ
- 원작 - 히가시노 게이고 《탐정 갈릴레오》 《예지몽》〔갈릴레오〕, 《갈릴레오의 고뇌》〔갈릴레오Φ(에피소드 제로)〕
- 각본 - 후쿠다 야스시〔갈릴레오/갈릴레오Φ(에피소드 제로)〕, 후루야 오쇼, 마츠모토 오타로〔갈릴레오〕
- 연출 - 니시타니 히로시, 나리타 가쿠, 사와다 켄사쿠, 오오츠카 테츠야, 카와시마 야스미츠, 오오시마 아츠시, 타카다 요시히로, 아이하라 미츠기〔갈릴레오〕, 니시자카 미즈키〔갈릴레오/갈릴레오Φ(에피소드 제로)〕
- 음악 - 후쿠야마 마사하루, 칸노 유고〔갈릴레오/갈릴레오Φ(에피소드 제로)〕
- 프로듀스 - 스즈키 요시히로, 마키노 타다시〔갈릴레오/갈릴레오Φ(에피소드 제로)〕, 키쿠치 히로유키〔갈릴레오〕

### 제2시즌
- 원작 - 히가시노 게이고 《성녀의 구제》, 《허상의 광대 갈릴레오7》, 《금단의 마술 갈릴레오8》
- 각본 - 후쿠다 야스시, 니시 코스케
- 연출 - 니시자카 미즈키, 사와다 켄사쿠, 카나이 히로

## 부제
- 원작 타이틀의 괄호 안의 숫자는 원작 소설 갈릴레오 시리즈의 해당 권(卷) 및 화(話)를 의미한다. 예컨대, 1-5는 1권 《탐정 갈릴레오》의 5화 <이탈하다>를 의미한다. 소설 갈릴레오 시리즈는 다음과 같다. 1권 《탐정 갈릴레오》, 2권 《예지몽》, 3권《용의자 X의 헌신》, 4권 《갈릴레오의 고뇌》, 5권 《성녀의 구제》, 6권 《한여름의 방정식》, 7권 《허상의 어릿광대 갈릴레오7》, 8권 《금단의 마술 갈릴레오8》, 9권 《침묵의 퍼레이드》. 덧붙여 제1시즌 제9장과 제10장은 각각 소설 1권 2화〈찍히다[2]〉와 1권 4화〈폭발하다〉를 원작으로 하였고, 원작 타이틀은〈폭발하다(전편)〉, 〈폭발하다(후편)〉이 된다.

### 제1시즌
| 각 화                                                       | 방송일           | 원작 타이틀         | 시나리오 제목                           | 각본                          | 연출            | 메인 게스트                                 | 시청률 |
| ----------------------------------------------------------- | ---------------- | ------------------- | --------------------------------------- | ----------------------------- | --------------- | ------------------------------------------- | ------ |
| 제1장                                                       | 2007년 10월 15일 | 불타다(1-1)         | 괴짜 천재 과학자                        | 후쿠다 야스시                 | 니시타니 히로시 | 카라사와 토시아키                           | 24.7%  |
| 제2장                                                       | 2007년 10월 22일 | 이탈하다(1-5)       | OL 살인과 하늘을 나는 소년의 수수께끼!  | 후쿠다 야스시                 | 니시타니 히로시 | 코이치 만타로 아부카와 미호코 이마이 유우키 | 22.1%  |
| 제3장                                                       | 2007년 10월 29일 | 소란스럽다(2-3)     | 사라진 남편과 유령의 사는 검은 집!      | 후쿠다 야스시 후루야 카즈나오 | 나리타 가쿠     | 히로스에 료코                               | 21.3%  |
| 제4장                                                       | 2007년 11월 5일  | 괴사하다(1-3)       | 아름다운 천재 살인자의 위험한 유혹      | 후쿠다 야스시                 | 사와다 켄사쿠   | 카토리 싱고 아오이 소라                     | 23.6%  |
| 제5장                                                       | 2007년 11월 12일 | 교살하다(2-4)       | 불 구슬의 수수께끼와 완전한 밀실 살인   | 후루야 카즈나오               | 나리타 가쿠     | 미즈노 미키 오고 스즈카                     | 22.9%  |
| 제6장                                                       | 2007년 11월 19일 | 꿈꾸다(2-1)         | 미래의 사랑과 둘만의 긴 밤              | 마츠모토 오타로               | 니시타니 히로시 | 호리키타 마키 아라이 히로후미               | 21.4%  |
| 제7장                                                       | 2007년 11월 26일 | 예지하다(2-5)       | 아름다운 아내가 사랑한 공포의 살인 장치 | 후루야 카즈나오               | 니시자카 미즈키 | 후카다 쿄코 츠카지 무가                     | 21.9%  |
| 제8장                                                       | 2007년 12월 3일  | 유령을 보다(2-2)    | 살인 사건을 알린 언니의 유령!           | 후루야 카즈나오               | 나리타 가쿠     | 샤쿠 유미코                                 | 19.9%  |
| 제9장                                                       | 2007년 12월 10일 | 폭발하다(전편)(1-2) | 악마가 준비한 연속 살인                 | 후루야 카즈나오               | 니시자카 미즈키 | 쿠메 히로시                                 | 21.7%  |
| 최종장                                                      | 2007년 12월 17일 | 폭발하다(후편)(1-4) | 성탄 전야에 KISS해줘!                   | 후쿠다 야스시 후루야 카즈나오 | 사와다 켄사쿠   | 쿠메 히로시                                 | 19.6%  |
| 평균 시청률 21.9% (시청률은 간토 지구·비디오 리서치사 조사) |                  |                     |                                         |                               |                 |                                             |        |

- 제1시즌은, 게츠9로서는 《서유기》 이래의 평균 시청률 20%를 넘었다.

### 갈릴레오Φ
| 각 화 | 방송회                      | 방송일           | 원작 타이틀                 | 시나리오 제목                                                             | 각본          | 연출            | 메인 게스트                                        | 시청률 |
| ----- | --------------------------- | ---------------- | --------------------------- | ------------------------------------------------------------------------- | ------------- | --------------- | -------------------------------------------------- | ------ |
| 1     | 제0장(특별편)               | 2008년 10월 4일  | 낙하하다(4-1) 조종하다(4-2) | 갈릴레오Φ 푸른 바다의 초밀실 살인!! 화려한 미녀들과 갈릴레오 탄생의 비밀! | 후쿠다 야스시 | 니시자카 미즈키 | 미우라 하루마 나가사와 마사미 카리나 카니에 케이조 | 20.8%  |
| 2     | 제0장(특별편) 드라마 레전드 | 2009년 12월 28일 | 낙하하다(4-1) 조종하다(4-2) | 갈릴레오Φ 푸른 바다의 초밀실 살인!! 화려한 미녀들과 갈릴레오 탄생의 비밀! | 후쿠다 야스시 | 니시자카 미즈키 | 미우라 하루마 나가사와 마사미 카리나 카니에 케이조 | 15.2%  |

### 제2시즌
| 각 화                                                       | 방송일          | 원작 타이틀                 | 시나리오 제목                                                                 | 각본                      | 연출            | 메인 게스트                     | 시청률 |
| ----------------------------------------------------------- | --------------- | --------------------------- | ----------------------------------------------------------------------------- | ------------------------- | --------------- | ------------------------------- | ------ |
| 제1장                                                       | 2013년 4월 15일 | 현혹하다(7-1)               | 돌아온 괴짜! 제1화는 물리학 대 염력!!                                         | 후쿠다 야스시             | 니시자카 미즈키 | 오오사와 타카오 오쿠누키 카오루 | 22.6%  |
| 제2장                                                       | 2013년 4월 22일 | 가리키다(4-4)               | 죽음을 부르는 수정 진자! 괴짜vs미소녀                                         | 후쿠다 야스시             | 니시자카 미즈키 | 카와구치 하루나                 | 20.5%  |
| 제3장                                                       | 2013년 4월 29일 | 들리다(7-2)                 | 복수하는 망령 사내 연속 괴사 사건!                                            | 후쿠다 야스시             | 사와다 켄사쿠   | 오오시마 유코                   | 21.1%  |
| 제4장                                                       | 2013년 5월 6일  | 구부러지다(8-2)             | 형체가 없는 침입자와 마구의 수수께끼! 원격 방화                               | 후쿠다 야스시             | 니시자카 미즈키 | 타나베 세이치                   | 20.9%  |
| 제5장                                                       | 2013년 5월 13일 | 보내다(8-3)                 | 거리 200키로의 목격자! 쌍둥이의 신비                                          | 후쿠다 야스시             | 사와다 켄사쿠   | 키리타니 미레이 키리타니 켄타   | 17.9%  |
| 제6장                                                       | 2013년 5월 20일 | 잠그다(4-3)                 | vs여성 과학자!! 빈 20분의 살인 방법                                           | 후쿠다 야스시             | 카나이 히로     | 나츠카와 유이                   | 20.4%  |
| 제7장                                                       | 2013년 5월 27일 | 위장하다(7-3)               | 벽을 뚫는다!? 천구 전설 살인 사건!                                            | 후쿠다 야스시 니시 코스케 | 니시자카 미즈키 | 카시이 유우 와타나베 고타       | 19.7%  |
| 제8장                                                       | 2013년 6월 3일  | 연기하다(7-4)               | vs광기의 여배우! 밤하늘에서 춤추는 불꽃놀이 아래에서 살인 극장의 막이 열리다… | 후쿠다 야스시             | 사와다 켄사쿠   | 아오이 유우                     | 19.5%  |
| 제9장                                                       | 2013년 6월 10일 | 어지럽히다(4-5)             | 노려진 유카와!! 악마의 손의 공포 실험                                         | 후쿠다 야스시             | 카나이 히로     | 나마세 카츠히사                 | 18.4%  |
| 최종장                                                      | 2013년 6월 17일 | 성녀의 구제(전편)(5권 전편) | 최종장·성녀의 구제-전편- 사랑이라는 이름의 완전 범죄!!                        | 후쿠다 야스시             | 니시자카 미즈키 | 아마미 유키                     | 18.2%  |
| 최종장                                                      | 2013년 6월 24일 | 성녀의 구제(후편)(5권 후편) | 드디어 최종회! 성녀의 구제-후편- 실로, 실로, 재밌있군! 안녕! 유카와 선생님    | 후쿠다 야스시             | 사와다 켄사쿠   | 아마미 유키                     | 19.1%  |
| 평균 시청률 19.9% (시청률은 간토 지구·비디오 리서치사 조사) |                 |                             |                                                                               |                           |                 |                                 |        |

### 갈릴레오 XX
| 방송일          | 시나리오 제목                                                                                       | 각본          | 연출            | 메인 게스트                   | 시청률 |
| --------------- | --------------------------------------------------------------------------------------------------- | ------------- | --------------- | ----------------------------- | ------ |
| 2013년 6월 22일 | 시리즈 출연자가 호화 총 등장의 완전 신작 SP 〈살인범 이송의 뒤에 숨겨진 위험한 함정과 연속 살인!!〉 | 이케가미 준야 | 니시타니 히로시 | 유스케 산타마리아 야기라 유야 | 15.3%  |

## 사운드트랙
사운드트랙은 2007년 11월 21일 발매되었으며, 주연 후쿠야마 마사하루가 3곡 6버전, 작곡가 칸노 유고가 8곡을 작곡했다.
드라마 오프닝 곡과 유카와 마나부가 트릭을 간파할 때 나오는 음악은 사운드트랙 1번 'vs. ～知覚と快楽の螺旋～'이며, 엔딩 곡은 후쿠야마 마사하루와 시바사키 코우가 결성한 한정 유닛 'KOH+'의'KISSして'이다.
전체 작곡: 후쿠야마 마사하루, 칸노 유고
| #   | 제목                                             | 재생 시간 |
| --- | ------------------------------------------------ | --------- |
| 1.  | 〈vs. ～知覚と快楽の螺旋～〉                     |           |
| 2.  | 〈覚醒モーメント〉                               |           |
| 3.  | 〈KISSして (jazz ver.)〉                         |           |
| 4.  | 〈vs. ～知覚と快楽の螺旋～ (guitar×piano ver.)〉 |           |
| 5.  | 〈覚醒モーメント (mid funk ver.)〉               |           |
| 6.  | 〈KISSして ～epilogue～ (solo piano ver.)〉      |           |
| 7.  | 〈探偵ガリレオ〉                                 |           |
| 8.  | 〈帝都大学〉                                     |           |
| 9.  | 〈燃える〉                                       |           |
| 10. | 〈物理学科第十三研究室〉                         |           |
| 11. | 〈転写る〉                                       |           |
| 12. | 〈霊視る〉                                       |           |
| 13. | 〈湯川学×内海薫〉                                |           |
| 14. | 〈予知夢〉                                       |           |

## 원작과의 차이점
원작에서 유카와 준교수의 상대는 쿠사나기 슌페이 형사이지만, 텔레비전 드라마에서는 구성을 갖추기 위해 여성 형사 우츠미 카오루로 변경되었다. 원작의 상대 쿠사나기 형사는 텔레비전에서는 지금까지의 공적에 의해 본청(경시청)에 영전해 우츠미 카오루 형사를 유카와 준교수에게 소개한 한 것으로 되어 있다. 덧붙여서 우츠미 형사는 단편집 《갈릴레오의 고뇌》 및 장편 《성녀의 구제》에서 유카와의 상대로 되어 있다. 다만, 설정은 다르다.
또한, 원작에서는 유카와는 〈조교수〉이지만 텔레비전 드라마에서는 2007년 4월 1일 일본의 학교 교육법 개정에 따라 〈조교수〉의 명칭이 〈준교수〉로 바뀐 것을 사용했다. 또 쿠사나기 형사는 경시청 수사 1과 근무이지만 텔레비전 드라마에서는 카이즈카 북부 경찰에서 경시청으로 영전된 것으로 되어 있다.
발생하는 사건 및 장치, 해명 방법은 원작과 거의 비슷하다. 그러나 그 등장인물의 설정은 원작과 다르며 특히 제4장과 제8장, 제9장, 제10장은 사건과 해명방법을 제외하고 모두 오리지널 스토리를 변경했다.

## 그 외
- 후쿠야마는 이전에 게츠쿠의 주연을 《퍼펙트 러브!》에서 맡았었는데, 그때도 음악을 담당하고 있었다. 단지 이번과는 달리 주제가는 노래하지 않았다. 덧붙여서 후쿠야마에 있어서 첫 번째 탐정 역이기도 하다.
- 비교적 트릭의 폭로에 신경을 쓰고 있어 미리 범인의 범행 모습을 시청자에게 보이는 모습을 취하고 있다. 따라서 대체로 다음번 예고 등에서 게스트로 여겨지는 인물이 범인이다. 시청자는 대신 범인이 어떤 트릭을 사용하면서 범행을 했는지는 알 수 없었다.
- 드라마 상의 제도 대학은 교토 대학 요시다 캠퍼스이다(엔딩의 ‘협력’ 부분에도 〈교토 대학〉이라고 명시되어 있다.). 제1장에서는 도쿄도에 있는 도쿄 국립 박물관도 제도 대학의 캠퍼스로 사용되었다.
- 제2장 〈공중부양〉 사건 때, 아이의 아버지에게 방송출연을 요청하는 장면이 있었는데 그 방송국은 자신들을 〈JBC〉라고 했다. 일찍이 후쿠야마가 출연한 드라마 《미녀 혹은 야수》의 무대가 된 방송국도 똑같은 〈JBC〉이다. 《갈릴레오》의 연출이 《미녀 혹은 야수》의 연출과 동일인이었기 때문에 장난이었다고 생각된다.
- 원작 《탐정 갈릴레오》의 제3장을 바탕으로 한 텔레비전 드라마의 제4장 〈괴사하다〉는 설정이 대폭 변경되었다. 왜냐하면, SMAP의 멤버 카토리 싱고를 부각시키기 위해서였다.
- 제6장 사카키 하치로에 의해 유카와 준교수와 우츠미 카오루 형사가 배 안에 갇혀버렸을 때 둘의 휴대 전화는 통화권 외(外) 지역이라 전화가 불통이었는 장면이 있었다. 그래서 유카와는 우츠미 형사의 휴대 전화를 밖으로 반복해서 던져 문자 메시지를 송신했다. 이때 우츠미 형사의 전화는 고장이 나 버렸기 때문에 제7장에서는 기종이 변경되어 나온다.
- 제9장의 엔딩은 부분적으로 원래의 엔딩곡과 달랐으며, 엔딩의 중반쯤에 원래 엔딩곡으로 돌아왔다.
- 최종장에 소인수 분해, 피보나치 수열, 류카 수열, 그래프 수열, 이니셜 컨디션(초기 조건), 알고리즘 등 난해한 용어가 다수 사용되어서 이해하기 좀 어려웠다는 시청자 의견이 있었다.